# Megophrys longipes
Megophrys longipes е вид жаба от семейство Megophryidae. Видът е почти застрашен от изчезване.

## Разпространение
Разпространен е в Малайзия и Тайланд.

## Описание
Популацията на вида е намаляваща.